# Нове Жедрино
Нове Жедрино (рос. Новое Жедрино) — село в Дальнеконстантиновському районі Нижньогородської області Російської Федерації.
Населення становить 9 осіб. Входить до складу муніципального утворення Дубравська сільрада.

## Історія
Від 2009 року входить до складу муніципального утворення Дубравська сільрада.

## Населення
| 2002 | 2010 |
| ---- | ---- |
| 34   | ↘9   |